# Суинтон, Эрнест
Сэр Эрнест Суинтон (англ. Ernest Dunlop Swinton; 1868—1951) — британский военный деятель, генерал-майор, а также писатель
. Принимал участие в разработке и использовании первых танков во время Первой мировой войны. Собственно, авторство самого слова «танк» применительно к бронированной боевой машине на гусеничном ходу принадлежит именно ему, в связи с чем на Западе его принято считать изобретателем танка в современном понятии этого слова. Автор классической работы по тактике малых подразделений «Оборона Дурацкого брода» (англ.), написанной в полухудожественной форме в 1904 году.

## Биография
Родился 21 октября 1868 года в Бангалоре. Его отец находился на гражданской службе в Мадрасе.
Первоначальное образование получал в нескольких школах — University College School, Rugby School, Cheltenham College и Blackheath Proprietary School, а также в Королевской военной академии в Вулидже.
В 1888 году стал офицером корпуса королевских инженеров и служил в Индии, став лейтенантом в 1891 году. Во время Второй англо-бурской войны 1899—1901 годов был удостоен ордена «За выдающиеся заслуги». Занимаясь в основном железнодорожным строительством, Суинтон проявлял большой интерес к фортификации и военной технике, особенно к недавно появившимся пулемётам. Перед Первой мировой войной он служил в качестве штабного офицера и был официальным историографом русско-японской войны.

Тракторы Холта при транспортировке английской артиллерии, 1916 год.

Во время Первой мировой войны Суинтон был направлен военным министром Великобритании лордом Китченером в качестве официального британского военного корреспондента на Западный фронт. 19 октября 1914 года во время вождения автомобиля, как рассказывал Эрнест Суинтон в одной из своих книг, его осенила внезапная идея построить управляемое самоходное орудие, впоследствии названное танком. До этого, в июле 1914 года, Суинтон получил письмо от своего друга, горного инженера Хью Мэрриотта (англ. Hugh Marriott), работавшего в Южной Африке. В своём письме он сообщил Суинтону о машине, которую он видел в Антверпене — гусеничный трактор производства американской компании Бенджамина Холта. Эти машины Суинтон встречал и на фронте, где они использовались для транспортировки тяжёлой артиллерии. Суинтон сообщил о своей идее использовать гусеничную ленту для создания самоходной боевой машины нескольким британским военным и политическим деятелям.

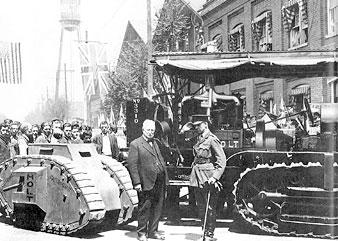
Холт и Суинтон (справа) рядом с трактором Холта и моделью британского танка. Стоктон, 1918 год.

До этого в Британии предпринимались попытки создания военной техники на гусеничном ходу инженером Дэвидом Робертсом и компанией Richard Hornsby & Sons. Но английские военные чиновники не придали этому большого значения. В ноябре 1914 года Суинтон еще раз напомнил о своей идее сэру Морису Хэнки, секретарю Комитета имперской обороны, о создании пуленепробиваемой гусеничной машины. И только в 1916 году на подполковника Эрнеста Суинтона была возложена ответственность за подготовку первых экземпляров танковой техники. Хотя автором идеи и её реализацией занимался Суинтон, Королевская комиссия по присуждению премий изобретателям решила, что изобретателями танка были сэр Уильям Триттон, сотрудник компании William Foster & Co., и инженер-механик, майор Уолтер Вильсон. К 1918 году британское военное ведомство получило 2100 тракторов Холта для использования в войне. Суинтон, посетивший компанию Бенджамина Холта в Стоктоне, США, в апреле 1918 года, лично выразил благодарность ему и его сотрудникам за вклад в военные действия против Германии и её союзников в течение Первой мировой войны.
В 1919 году Суинтон вышел в отставку в звании генерал-майора. Впоследствии служил в департаменте гражданской авиации Министерства авиации. В 1922 году работал одним из директоров французской компании Citroën. Затем был профессором, заведующим кафедры военной истории в Оксфордском университете, а также членом Совета Колледжа Всех Душ в Оксфорде (с 1925 по 1939 годы). Также некоторое время был командующим Королевского танкового полка (с 1934 по 1938 годы).
В 1938 году Эрнест Суинтон начал писать свою книгу «Twenty Years After: the Battlefields of 1914-18: then and Now», которая первоначально планировалась к выпуску из 20 частей, но в итоге вышло 42.
Умер 15 января 1951 года в Оксфорде. Был похоронен на кладбище Wolvercote Cemetery.
Был женат на Грейс Луизе Клейтон (англ. Grace Louise Clayton) с 1897 года, у них было двое сыновей и дочь (погибла в ДТП во время Второй мировой войны).

## Награды
- Был награждён орденами Британской империи (1923), Бани (1917), «За выдающиеся заслуги» (1900).
- Кавалер Большого креста ордена Почётного легиона (1916).